# Шумский, Вячеслав Дмитриевич
Вячесла́в Дми́триевич Шу́мский (род. 27 августа 1950) — советский и российский дипломат. Чрезвычайный и полномочный посол (2010).

## Биография
Окончил МГИМО МИД СССР (1972). На дипломатической работе с 1972 года.
- В 1990—1991 годах — заведующий отделом Управления стран Африки МИД СССР.
- В 1991—1996 годах — советник Посольства СССР, затем России в США.
- В 1996—1998 годах — главный советник, заместитель директора Департамента Африки МИД России.
- С 11 ноября 1998 по 20 августа 2003 года — чрезвычайный и полномочный посол Российской Федерации в Намибии[1][2].
- В 2003—2006 годах — заместитель директора Первого департамента стран СНГ МИД России.
- С июля 2006 по сентябрь 2008 года — директор Первого департамента стран СНГ МИД России.
- С 11 сентября 2008 по 3 июня 2013 года — чрезвычайный и полномочный посол Российской Федерации на Кипре[3][4].

## Дипломатический ранг
- Чрезвычайный и полномочный посланник 2 класса (17 апреля 1998)[5]
- Чрезвычайный и полномочный посланник 1 класса (15 января 2002)[6]
- Чрезвычайный и полномочный посол (9 февраля 2010)[7].

## Награды
- Благодарность президента Российской Федерации (27 июня 2011) —  За вклад в реализацию внешнеполитического курса Российской Федераци[8]